# Stewart Granger
Stewart Granger (ur. 6 maja 1913 w Londynie, zm. 16 sierpnia 1993 w Santa Monica) – brytyjski aktor teatralny i filmowy, którego szczyt popularności miał miejsce w latach 40.- 60. XX w. Jedna z największych gwiazd kina brytyjskiego lat 40. i amerykańskiego lat 50..

## Życiorys
James Lablache Stewart – bo tak brzmiało jego prawdziwe nazwisko – urodził się w Kensington (dzielnicy zachodniego Londynu) jako jedyny syn oficera armii brytyjskiej Jamesa Stewarta i Frederiki Elizy z d. Lablache. Jego przodkami ze strony matki byli XIX-wieczni śpiewak operowy Luigi Lablache i aktor Luigi Lablache.
W początkach aktorskiej kariery zaproponowano mu zmianę nazwiska dla uniknięcia pomyłek z Jamesem Stewartem – ówczesną amerykańską gwiazdą kina światowego. Wtedy to James zaczął oficjalnie posługiwać się swoim prawdziwym nazwiskiem z dodatkiem nazwiska swojej szkockiej prababki Granger. I chociaż jego rodzina i przyjaciele do końca życia nazywali go „Jimmy'ym”, dla świata filmu stał się Stewartem Grangerem.

### Początki kariery
Stewart pierwotnie miał zostać lekarzem, jednak na skutek sugestii jednego ze swoich przyjaciół zainteresował się aktorstwem. Ukończył prestiżową szkołę średnią „Epsom College”, a następnie (dzięki stypendium uzyskanemu za swoje pierwsze, dość udane, role) londyńską „Webber-Douglas Academy of Dramatic Art”.
W 1933 roku zadebiutował jako aktor – zagrał epizodyczną rolę w filmie The Song You Gave Me (nie wymieniony w czołówce). Aż do lat 40. XX w. występował w dziś już kompletnie zapomnianych filmach, w epizodycznych rolach, nie wymieniany z nazwiska w czołówce.
W 1940 jego kariera aktorska została na krótko przerwana przez służbę wojskową, którą opuścił w 1942 roku na skutek rozpoznania choroby wrzodowej.
Swoją pierwszą główną rolę otrzymał w 1943 roku w filmie Szary lord. Dzięki niej od razu zyskał sporą popularność w Wielkiej Brytanii. Kolejne role w filmach wytwórni Gainsborough Pictures i Rank Organisation przyniosły mu uznanie krytyków i uczyniły jednym z najpopularniejszych i najlepiej zarabiających aktorów brytyjskich.

### Hollywood
W 1949 roku Granger, odpowiadając na propozycję wytwórni MGM, rozpoczął karierę w Hollywood. Jego pierwszym amerykańskim filmem były Skarby króla Salomona z 1950. Ogromny sukces tego filmu przyniósł mu 7-letni kontrakt z MGM. Za jedne z najlepszych jego filmów z tego okresu uważa się Scaramouche z 1952, Moonfleet z 1955 i Ludzi mieszanej krwi z 1956. Złoto Alaski z 1960 było ostatnim filmem, który Granger nakręcił w Hollywood. Rok wcześniej odrzucił propozycję roli Messali w megaprodukcji Ben Hur, ponieważ nie chciał wystąpić u boku Charltona Hestona.

### Zmierzch kariery
W następnych latach aktor porzucił Hollywood i z sukcesem zajął się hodowlą bydła na zakupionych przez siebie ranczach w Nowym Meksyku i Arizonie. Nie wycofał się z aktorstwa; przyjmował sporadycznie role w drugorzędnych filmach, kręconych głównie w Europie. W połowie lat 60. wystąpił jako Old Surehand w kilku zachodnioniemieckich ekranizacjach powieści Karola Maya o przygodach „Winnetou”. W latach 70. Stewart przeszedł na aktorską emeryturę – osiedlił się w Hiszpanii w Maladze. Jego ostatnim znaczącym filmem był film brytyjsko-amerykański Dzikie gęsi z 1978, w którym wystąpił m.in. u boku Richarda Burtona, Rogera Moore’a i Richarda Harrisa.
Epizod w mało znanym serialu TV Pros and Cons z 1991 był jego ostatnią rolą.TV
W 1971 Granger przyjął propozycję występu w popularnym serialu westernowym telewizji NBC pt. The Virginian, rozpoczynając tym samym mało udaną karierę na szklanym ekranie. Po pięciu odcinkach zrezygnował z udziału w tej produkcji. Rok później (1972) wystąpił w roli Sherlocka Holmesa w ekranizacji Psa Baskervillów amerykańskiej stacji ABC, która nie okazała się wielkim sukcesem. Po powrocie do działalności aktorskiej w 1981 roku występował w telewizji, były to jednak głównie gościnne role w serialach drugorzędnych.

### Teatr
Od początków swojej aktorskiej kariery nie zaniedbywał teatru – występował m.in. na deskach „Hull Repertory Theatre” i „Birmingham Repertory Theatre” oraz londyńskich St Martins Theatre i Theatre Royal. Stałe występy teatralne porzucił w 1949 roku wraz z przeprowadzką do USA i rozpoczęciem kariery w Hollywood. Jedną z jego ostatnich ról teatralnych był udział w brodwayowskim spektaklu The Circle, William Somerset Maugham, w którym w latach 1989-90 partnerował Glynis Johns i Rexowi Harrisonowi.
W swojej blisko 60-letniej karierze aktorskiej wystąpił w blisko 70 filmach i serialach TV, u tak znanych reżyserów jak: George Sidney, Richard Thorpe, William Dieterle, Fritz Lang, Richard Brooks, George Cukor, Mark Robson, John Guillermin, Henry Hathaway, Robert Aldrich, Roger Corman, Sergio Sollima. Partnerował takim gwiazdom kina światowego jak: Erich von Stroheim, James Mason, Claude Rains, Vivien Leigh, Michael Gough, Deborah Kerr, Pier Angeli, George Sanders, Eleanor Parker, Janet Leigh, Mel Ferrer, Richard Anderson, Lewis Stone, Rita Hayworth, Charles Laughton, Robert Taylor, Ann Blyth, Elizabeth Taylor, Peter Ustinov, Robert Morley, Grace Kelly, Jean Simmons, Ava Gardner, David Niven, Donna Reed, John Wayne, Bernard Lee, Anouk Aimée, Pierre Brice, Robert Ryan, Daniela Bianchi, Richard Burton, Roger Moore, Richard Harris, Hardy Krüger, Angela Lansbury, George Lazenby, Maud Adams, Helena Bonham Carter, Edward Fox, Diana Rigg, Christopher Plummer, James Earl Jones, Glynis Johns, Rex Harrison.
Jego aktorskie kreacje (jeśli nawet nie pojawiał się w zbyt ambitnych filmach) uczyniły go gwiazdą kina światowego – twarzą i nazwiskiem znanym i rozpoznawalnym na całym świecie.

## Filmografia

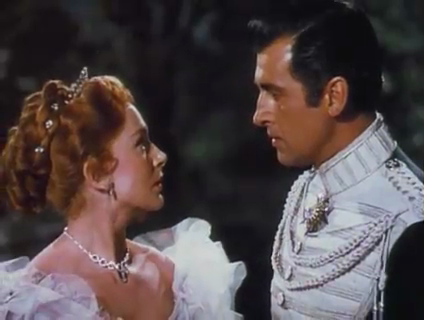
Z Deborah Kerr w amerykańskim filmie przygodowym Więzień Zendy (1952)

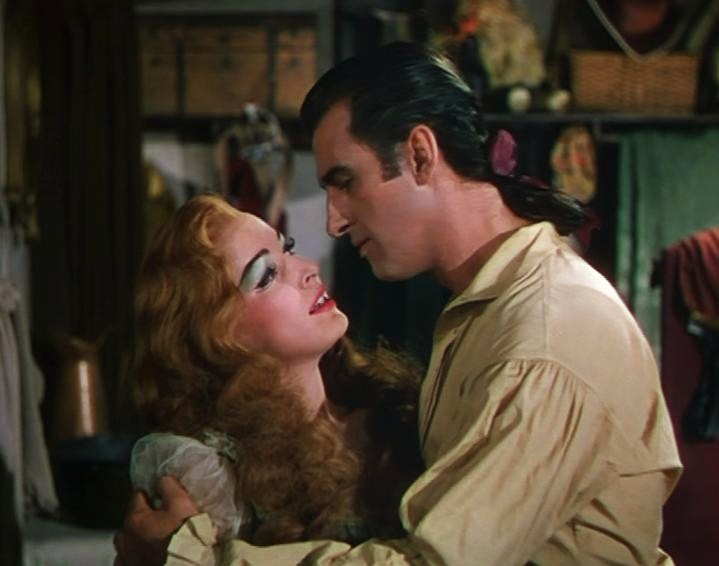
Z Eleanor Parker w amerykańskim filmie przygodowym Scaramouche (1952)

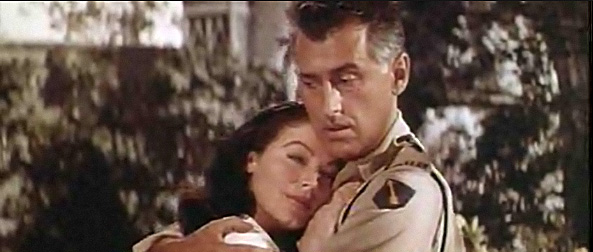
Z Avą Gardner w dramacie Ludzie mieszanej krwi (1956)

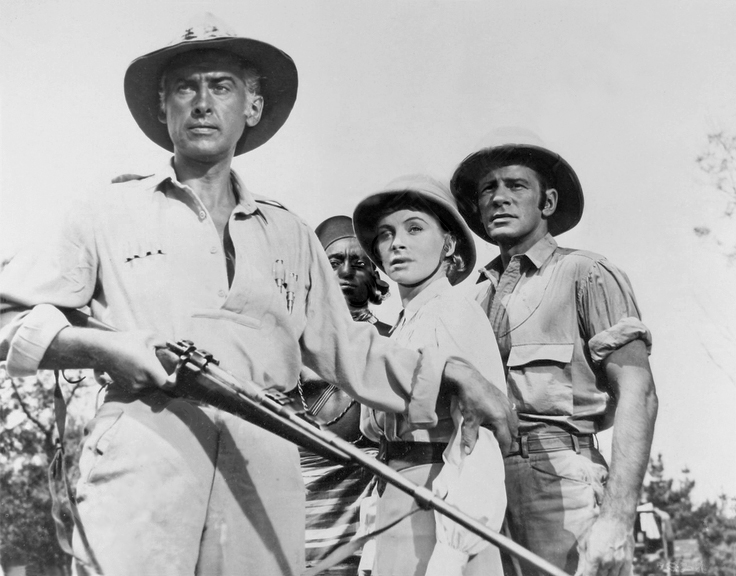
W Ostatnim safari (1967)

- 1933 The Song You Gave Me – epizod
- 1934 Ja szpieg – epizod
- 1943 Szary lord – Peter Rokeby
- 1944 Kochać póki życia – Kit Firth
- 1945 Rosanna z siedmiu księżyców – Nino Barucci
- 1945 Cezar i Kleopatra – Apollodorus
- 1945 Fanny w gazowym świetle – Harry Somerford
- 1946 Paganini – Nicolo Paganini
- 1946 Cygańska miłość – Richard Darre
- 1948 Przeciwnik kobiet – lord Datchett
- 1948 Adam i Ewelina – Adam
- 1950 Skarby króla Salomona – Allan Quartermain
- 1952 Surowa północ – Jules Vincent
- 1952 Scaramouche – Andre Moreau
- 1952 Więzień Zendy – Rudolf
- 1953 Młoda Bess – Thomas Seymour
- 1953 Salome – Klaudiusz
- 1954 Płomień zieleni – Mitchell
- 1954 Piękny Brummel – Brummell
- 1955 Księżycowa flotylla – Jeremy Fox
- 1955 Kroki we mgle – Stephen Lowry
- 1956 Ludzie mieszanej krwi – płk Rodney Savage
- 1956 Ostatnie polowanie – Sandy McKenzie
- 1957 Mała chatka – Philip Ashlow
- 1958 Cała prawda – Max Poulton
- 1960 Złoto Alaski – George Pratt
- 1961 Cichy wspólnik – John Brent
- 1962 Ostatnie dni Sodomy i Gomory – Lot
- 1964 Misja na Bałkanach – mjr Richard Mace
- 1964 Winnetou w Dolinie Sępów – Old Surehand
- 1965 Winnetou i Old Surehand – Old Surehand
- 1965 Winnetou i król nafty – Old Surehand
- 1967 Ostatnie safari – Miles Gilchrist
- 1971 Wirgińczyk – płk Alan MacKenzie
- 1972 Pies Baskervillow – Sherlock Holmes
- 1978 Dzikie gęsi – Edward Matherson
- 1982 Królewski romans Karola i Diany – Filip, książę Edynburga
- 1986 Przeprawy – George Hackett
- 1985 Napisała: Morderstwo – John Landry
- 1985 Statek miłości – gen. Preston
- 1987 Rodzina Guldenbergów – Jack Brinkley
- 1987 Meandry miłości – stary Vulcan
- 1989 Kameleony – Jason
- 1989 Czyste złoto – Don Miguel

## Życie prywatne
Stewart Granger był trzykrotnie żonaty:
- w latach 1938–1948 z brytyjską aktorką Elspeth March, z którą miał dwie córki: Jamie i Lindsay;
- w latach 1950–1960 z brytyjską aktorką Jean Simmons, z którą miał córkę: Tracy
- w latach 1964–1969 z włoską aktorką Caroline LeCerf, z którą miał córkę Samanthę

Jako dość zamożny człowiek prowadził, z różnym szczęściem, różne interesy (hodowla bydła, handel nieruchomościami).
W 1956 roku wraz ze swoją ówczesną żoną został naturalizowanym obywatelem Stanów Zjednoczonych.
W latach 80. zdiagnozowano u niego raka płuc (był nałogowym palaczem). W wyniku operacji usunięto mu płuco i kilka żeber, a następnie poinformowano, że nie był to rak tylko gruźlica. W tym samym okresie powrócił do Stanów Zjednoczonych i osiedlił się Kalifornii. Zmarł w Santa Monica w wieku 80 lat na raka prostaty.
W 1981 wydał autobiografię pt. Sparks Fly Upward.